# سازمان اجرای قانون و وضعیت نظامی اوراسیا
| سازمان اجرای قانون و وضعیت نظامی اوراسیا | \| \|                                  | \| \| |
| Türk Konseyine üye devletler             |                                        |       |
| نوع:                                     | مشارکت نظامی                           |       |
| مخفف:                                    | تی‌ای‌کاام "TAKM"                        |       |
| مرکز:                                    | آنکارا، ترکیه                          |       |
| دبیر کل:                                 | بکیر کالیونچو                          |       |
| تأسیس:                                   | ۲۹ ژانویه ۲۰۱۳                         |       |
| کشورهای عضو:                             | ترکیه، مغولستان، قرقیزستان و آذربایجان |       |
| سایت رسمی:                               | http://www.trtturk.com.tr/             |       |
|                                          |                                        |       |

سازمان اجرای قانون و وضعیت نظامی اوراسیا (انگلیسی: Organization of the Eurasian Law Enforcement Agencies with Military Status؛ ترکی استانبولی: TAKM - Avrasya Askerî Statülü Kolluk Kuvvetleri Teşkilatı)
یک سازمان همکاری نظامی درون دولتی بین سه کشور ترک (ترکیه، قرقیزستان و آذربایجان) و مغولستان است.
"FIEP" به عنوان جانشین کلمهٔ اختصار "TAKM" پیشنهاد شده‌است.

## کشورهای عضو
| تاریخ          | کشور             |             |
| -------------- | ---------------- | ----------- |
| ۲۹ ژانویه ۲۰۱۳ | ترکیه            | بنیانگذاران |
| ۲۹ ژانویه ۲۰۱۳ | جمهوری آذربایجان | بنیانگذاران |
| ۲۹ ژانویه ۲۰۱۳ | قرقیزستان        | بنیانگذاران |
| ۲۹ ژانویه ۲۰۱۳ | مغولستان         | بنیانگذاران |